# Sounds of a Playground Fading
Albums de In Flames
A Sense of Purpose
(2008) Siren Charms
(2014)
Sounds of A Playground Fading est le dixième album du groupe de death metal mélodique In Flames sorti en 2011. Il confirme le changement musical amorcé dans leur album précédent, A Sense of Purpose, vers un style plus proche du metal alternatif.

## Musiciens
- Anders Fridén - Chant
- Björn Gelotte - Guitare
- Niclas Engelin - Guitare
- Peter Iwers - Basse
- Daniel Svensson - Batterie

## Single
Le single Deliver Us est sorti le 7 mai 2011, accompagné de son clip vidéo : [vidéo] « In Flames - Deliver Us », sur YouTube

## Titres
| No  | Titre                         | Durée |
| --- | ----------------------------- | ----- |
| 1.  | Sounds of A Playground Fading | 4:43  |
| 2.  | Deliver Us                    | 3:31  |
| 3.  | All For Me                    | 4:31  |
| 4.  | The Puzzle                    | 4:35  |
| 5.  | Fear Is The Weakness          | 4:04  |
| 6.  | Where The Dead Ships Dwell    | 4:28  |
| 7.  | The Attic                     | 3:16  |
| 8.  | Darker Times                  | 3:25  |
| 9.  | Ropes                         | 3:42  |
| 10. | Enter Tragedy                 | 3:59  |
| 11. | Jester's Door                 | 2:37  |
| 12. | A New Dawn                    | 5:53  |
| 13. | Liberation                    | 5:13  |

| 14. | Deliver Us (Version Instrumentale) | 3:31 |

| 1.  | Deliver Us (Clip Vidéo)        | 3:31 |
| 14. | Darker Times (Eagleclaw Remix) | 5:45 |

| 1. | Sounds of A Playground Fading (Studio Report) |  |